# ラウール・グティ
ラウール・グティ（Raúl Guti）こと、ホセ・ラウール・グティエレス・パレホ（José Raúl Gutiérrez Parejo, 1996年12月30日 - ）は、スペイン・アラゴン州サラゴサ県サラゴサ出身のサッカー選手。レアル・サラゴサ所属。ポジションはMF。

## クラブ経歴
2013年に地元のレアル・サラゴサのカンテラに入所。2014年にトップチームに昇格,Bチームでのプレーを経て2017年6月1日のセグンダ・ディビシオン (2部リーグ)のCDテネリフェ戦でトップチームデビューを果たし、プロ初ゴールも記録。翌2017-18シーズン以降トップチームに定着,2019-20シーズンは自己最高のシーズン5ゴールを記録。シーズン途中にはビジャレアルCFやレアル・ベティスなどが、グティの獲得に興味を示していると報じられた。チームは3位に入り、昇格プレーオフ出場権を獲得。2012-13シーズン以来のラ・リーガ復帰の期待が高まるも、プレーオフ準決勝でエルチェCF相手にゴールも奪えず、合計スコア0-1の1分1敗で敗れた。
2020年9月20日、エルチェCFと5年契約を締結したことが発表された。
2024年2月1日、2023-24シーズン終了時まで古巣であるレアル・サラゴサへレンタル移籍することが決定した。